# Лінда Карделліні
Лі́нда Е́дна Карделлі́ні (англ. Linda Edna Cardellini) — американська акторка театру, кіно і телебачення італійсько-ірландського походження.

## Біографія
Народилася 25 червня 1975 року в Редвуд-Сіті, штат Каліфорнія, США; у родині підприємця Вейна Девіда Карделліні (англ. Wayne David Cardellini) та Лоррейн Ернан (англ. Lorraine Hernan). Лінда була наймолодшою з чотирьох дітей. У віці 10 років Лінда вперше грала роль в шкільній п'єсі. А дебют на телебаченні відбувся в 1996 році в телевізійному серіалі «Веселий Роджер» (англ. Bone Chillers) компанії ABC (англ. American Broadcasting Company). Після закінчення в 1993 році школи святого Франциска (англ. Saint Francis High School) у Маунтін-В'ю, Лінда вступила до університету Лойола Мерімаунт (англ. Loyola Marymount University), який закінчила у 2001 році за курсом театрального мистецтва.
Влітку 1999 року подорожувала Європою з роллю у п'єсі «Ланселот». Лінда відома за участю в серіалах, зокрема за ролями студентки Ліндсі Вір у серіалі «Диваки і навіжені» (англ. Freaks and Geeks), в якому Карделліні знімалася в період з 1999 по 2000 роки (загалом — 18 серій) і медсестри Саманти (Сем) Таггарт у серіалі «Швидка допомога» (в період з 2003 по 2009 роки, загалом — 126 серій). Також Лінда знялася в досить популярних фільмах «Білявка в законі» 2001 року, «Скубі-Ду» 2002 року та «Скубі-Ду 2» 2004 року.

## Особисте життя
Протягом п'яти років Лінда зустрічалася з партнером по серіалу «Диваки і навіжені» Джейсоном Сіґелом.
18 жовтня 2011 року стало відомо, що Лінда та її наречений, Стівен Родрігес, чекають появи свого первістка. Їх донька Ліла-Роуз Родрігес, народилася 29 лютого 2012 року.

## Фільмографія
| Рік       |    | Українська назва               | Оригінальна назва                | Роль                        |
| --------- | -- | ------------------------------ | -------------------------------- | --------------------------- |
| 1996      | с  | Веселий Роджер                 | Bone Chillers                    | Сара                        |
| 1997      | с  | Третя планета від Сонця        | 3rd Rock from the Sun            | Лорна                       |
| 1997      | с  | Тихі палісади                  | Pacific Palisades                | Сара                        |
| 1997      | с  | Безглузді                      | Clueless                         | Одрі                        |
| 1997      | с  | Крок за кроком                 | Step by Step                     | Кейсі Еванс                 |
| 1997      | ф  | Відмінний гамбургер            | Good Burger                      | Гізер                       |
| 1998      | с  | Земля обітована                | Promised Land                    | Ембер                       |
| 1998      | ф  | Самогубство в коледжі          | Dead Man on Campus               | Келлі                       |
| 1998      | с  | Кенан і Кел                    | Kenan & Kel                      | Беккі                       |
| 1998      | ф  | Стрейнджленд                   | Strangeland                      | Женев'єва Гейдж             |
| 1998—1999 | с  | Хлопець пізнає світ            | Boy Meets World                  | Лорен                       |
| 1999      | ф  | Принц і серфер                 | The Prince and the Surfer        | Мелісса                     |
| 1999—2000 | с  | Диваки і навіжені              | Freaks and Geeks                 | Ліндсі Вір                  |
| 2001      | ф  | Гріхи батька                   | The Unsaid                       | Шеллі Хантер                |
| 2001      | ф  | Білявка в законі               | Legally Blond                    | Чатні                       |
| 2002      | ф  | Скубі-Ду                       | Scooby-Doo                       | Велма Дінкль                |
| 2003      | с  | Сутінкова зона                 | The Twilight Zone                | Елі Уорнер                  |
| 2003—2009 | с  | Швидка допомога                | ER                               | Саманта Таггарт             |
| 2004      | ф  | Скубі-Ду 2: Монстри на волі    | Scooby-Doo 2: Monsters Unleashed | Велма Дінкль                |
| 2004      | ф  | Джиміні Глік в Ля-ля-вуді      | Jiminy Glick in Lalawood         | Наталі Кулідж               |
| 2004      | ф  | Лоллілав                       | LolliLove                        | Лінда                       |
| 2005      | ф  | Горбата гора                   | Brokeback Mountain               | Кессі                       |
| 2005      | ф  | Американська зброя             | American Gun                     | Меррі Енн Вілкі             |
| 2006      | ф  | Хлопчик на трьох               | Grandma's Boy                    | Саманта                     |
| 2007      | с  | Хулігани                       | Human Giant                      | Мелоді Річардс              |
| 2008      | с  | Місяць команчів                | Comanche Moon                    | Клара Форсайт               |
| 2008      | ф  | Райський проект                | The Lazarus Project              | Джулія Інгрем               |
| 2010      | ф  | Ірландець                      | The Irishman                     | Джоан Медіган               |
| 2010      | ф  | Супер                          | Super                            | продавець в зоомагазині     |
| 2011      | ф  | Повернення                     | Return                           | Келлі                       |
| 2011      | с  | Підозрюваний                   | Person of Interest               | доктор Меган Тіллман        |
| 2011—2013 | мс | Скубі-Ду: Корпорація «Загадка» | Scooby-Doo! Mystery Incorporated | Марсі-Вонючка (голос)       |
| 2012—2016 | мс | Таємниці Ґравіті Фолз          | Gravity Falls                    | Венді, озвучка              |
| 2012—2015 | мс | Звичайне шоу                   | Regular Show                     | Сиджу                       |
| 2013—2016 | мс | Санджей і Крейг                | Sanjay and Craig                 | Меган Спарклс (озвучка)     |
| 2013—2015 | с  | Божевільні                     | Mad Men                          | Сільвія Розен               |
| 2014      | ф  | Ласкаво просимо до мене        | Welcome to Me                    | Джина Селвей                |
| 2014      | с  | Новенька                       | New Girl                         | Еббі Дей                    |
| 2015—2017 | с  | Родовід                        | Bloodline                        | Мег Рейберн                 |
| 2015      | ф  | Месники: Ера Альтрона          | Avengers: Age of Ultron          | Лора Бартон                 |
| 2015      | ф  | Хто в домі тато                | Daddy's Home                     | Сара                        |
| 2017      | ф  | Хто в домі тато 2              | Daddy's Home 2                   | Сара                        |
| 2018      | ф  | Зелена книга                   | Green Book                       | Долорес                     |
| 2018      | ф  | Гантер Кіллер                  | Hunter Killer                    | аналітик АНБ Джейн Норквіст |
| 2018      | ф  | Проста послуга                 | A Simple Favor                   | Діана Хайленд               |
| 2019      | ф  | Прокляття Ла Йорони            | The Curse of La Llorona          | Анна Гарсія                 |
| 2019      | ф  | Месники: Завершення            | Avengers: Endgame                | Лора Бартон                 |
| 2019—2022 | с  | Мертвий для мене               | Dead to Me                       | Джуді Гейл                  |
| 2020      | ф  | Капоне                         | Capone                           | Мей Капоне                  |
| 2021      | с  | Соколине око                   | Hawkeye                          | Лора Бартон                 |
| 2023      | ф  | Вартові галактики 3            | Guardians of the Galaxy Vol. 3   | Лайла                       |
| 2024      | мс | Монстри Коммандос              | Creature Commandos               | Елізабет Бейтс              |

## Нагороди та номінації
- 2005 — номінувалася на Gotham Awards в категорії Найкращий акторський ансамбль (англ. Best Ensemble Cast) за фільм «Горбата гора»[7].
- 2006 — номінувалася на премію Гільдії кіноакторів США в категорії Найкраща актриса (англ. Actor) за фільм «Горбата гора».
- У тому ж 2006 році Лінда Карделліні потрапила до списку «100 найсексуальніших жінок світу журналу „FHM“ (від англ. For Him Magazine), де займала 93-тю позицію[1].
- 2009 — лауреатка „TV Land Awards“ в категорії Icon Award» за роль в телесеріалі «Швидка допомога».
- 2013 — номінувалася на премію «Незалежний дух» за роль у фільмі «Повернення»